# Бужор (Краснодарский край)
Бужор — хутор в Краснодарском крае, входит в состав муниципального образования город-курорт Анапа. Входит в состав Анапского сельского округа.

## Население
| 2002 | 2010 |
| ---- | ---- |
| 508  | ↘487 |